# 小帕米尔
小帕米尔（：‎，羅馬化：Pāmīr-e Khord)是帕米尔高原的八帕之一，位于瓦罕走廊最东端的山谷，是阿富汗最东部的领土。山谷东西向长100 km，南北宽10 km，北部为瓦罕岭。
卡克马同提尼湖（9km长，2km宽）位于西端，托克满苏（Tegerman Su）山谷位于东端。发源于小帕米尔卡克马同提尼湖的阿克苏河（巴爾坦格河源流）及下游的穆尔加布河从卡克马同提尼湖东流穿过整个小帕米尔。湖西侧的Bozai Darya（也称小帕米尔河）向西流15 km与Wakhjir River汇合后成为瓦罕河。
小帕米尔是吉尔吉斯人牧民的夏季草场。1979年阿富汗战争开始后，当地约有200土著吉尔吉斯人牧民。 2003年有140户牧民。